# 嘉義市東區精忠國民小學
嘉義市精忠國民小學，簡稱精忠國小，位於台灣嘉義市東區的一所國民小學，學區主為精忠一村故名。校址為嘉義市東區圳頭里林森東路840號。。

## 學校沿革
- 1974年(民國63年)8月1日，初為嘉義縣嘉義市林森國民小學精忠分校，從林森國小學區招一年級新生三班。
- 1978年8月1日，獨立為嘉義縣嘉義市精忠國民小學，全校十三班。
- 1979年9月全校一年級至六年為十六班。
- 1982年7月1日嘉義市升格，本校更名為嘉義市精忠國民小學。
- 2000年8月增設幼稚園大班一班。精忠一村拆除改建。
- 2002年8月增普通班一班及資源班一班，全校共十三班。
- 2014年12月19日老舊校舍整建工程落成典禮。2013年2月1日開工，2014年12月17日完工。
- 2023年底，總共有287位學生及27位教師，相當於1:10.6的師生比。
- 2025年5月26日嘉義市辦理114學年度公立國民中小學第一次校長遴選會議。陳奕帆則獲遴選為校長。[2]

## 歷任校長
- 第一任：劉彬(民國67年9月5日-75年9月30日)
- 第二任：趙太和(民國75年10月1日-79年4月15日)
- 第三任：陳良嶋(民國79年4月16日-84年7月31日)
- 第四任：徐燕山(民國84年8月1日-87年7月31日)
- 第五任：許寶蓮(民國87年8月1日-92年7月31日)
- 第六任：朱麗乖(民國92年8月1日-99年7月31日)
- 第七任：盧淑娟(民國99年8月1日-106年7月31日)
- 第八任：楊勛凱(民國106年8月1日-110年7月31日)
- 第九任：楊勛凱(民國110年8月1日-114年7月31日)[3]
- 第十任：陳奕帆(民國114年8月1日-)

## 精忠學區
嘉義市東區圳頭里1-21鄰、後庄里1-8、20鄰、盧厝里2鄰、盧厝里7-8鄰(為精忠、文雅共同學區)。